# 哈德海姆
哈德海姆是德国巴登-符腾堡州的一个市镇。总面积87.02平方公里，总人口7085人，其中男性3579人，女性3506人（2011年12月31日），人口密度81人/平方公里。

## 友好城市
- 法國 叙普